# Shakersort
Der Begriff Shakersort bezeichnet einen stabilen Sortieralgorithmus, der eine Menge von linear angeordneten Elementen (z. B. Zahlen) der Größe nach sortiert. Weitere Namen für diesen Algorithmus sind Cocktailsort, Ripplesort, Shearsort oder BiDiBubbleSort (bidirektionales Bubblesort).

## Prinzip

Animation von Shakersort, der jeweils rote Balken wird verschoben

Das zu sortierende Feld wird abwechselnd nach oben und nach unten durchlaufen. Dabei werden jeweils zwei benachbarte Elemente verglichen und gegebenenfalls vertauscht.
Durch diese Bidirektionalität kommt es zu einem schnelleren Absetzen von großen bzw. kleinen Elementen.
Anhand des Sortierverfahrens lässt sich auch der Name erklären, denn der Sortiervorgang erinnert an das Schütteln des Arrays oder eines Barmixers.

## Komplexität
Der Algorithmus besitzt eine quadratische und daher im Vergleich zu vielen anderen Sortieralgorithmen schlechte Worst-Case-Laufzeit, die jedoch in der einfachen Version gleichzeitig auch der normalen Laufzeit entspricht. In der Informatik drückt man dies mittels Landau-Symbol durch {\displaystyle \textstyle \Theta (n^{2})} aus. Dafür bietet dieser Algorithmus den Vorteil eines geringen Speicherbedarfes. Da der Algorithmus ein In-place-Verfahren ist, braucht er keinen zusätzlichen Speicher. Zudem hat Shakersort auf fast sortierten Arrays eine lineare Laufzeitkomplexität ({\displaystyle \textstyle \Theta (n)}).

## Formaler Algorithmus
Der Algorithmus sieht im Pseudocode folgendermaßen aus. Das erste Element der Liste sortierbarer Elemente A hat hierbei den Index 0:
```
prozedur
 shakerSort( A 
:
 Liste sortierbarer Elemente )
  beginn := -1
  ende := Länge( A ) - 2
  
wiederhole

    vertauscht := falsch
    beginn := beginn + 1
    
für jedes
 i 
von
 beginn 
bis
 ende 
wiederhole

      
falls
 A[ i ] > A[ i + 1 ] 
dann

        vertausche( A[ i ], A[ i + 1 ] )
        vertauscht := wahr
      
ende falls

    
ende für

    
falls
 vertauscht = falsch 
dann

      
brich wiederhole-solange-Schleife ab

    
ende falls

    vertauscht := falsch
    ende := ende - 1
    
für jedes
 i 
von
 ende 
bis
 beginn 
wiederhole

      
falls
 A[ i ] > A[ i + 1 ] 
dann

        vertausche( A[ i ], A[ i + 1 ] )
        vertauscht := wahr
      
ende falls

    
ende für

  
solange
 vertauscht

prozedur ende
```

## Beispiel
Eine Reihe von sechs Zahlen soll aufsteigend sortiert werden. Die fett markierten Zahlenpaare werden verglichen. Wenn die rechte Zahl hierbei kleiner ist als die linke, so werden die Zahlen vertauscht (blau markiert).
```
55 07
 78 12 42 33  1. Durchlauf
07 
55 78
 12 42 33
07 55 
78 12
 42 33
07 55 12 
78 42
 33
07 55 12 42 
78 33

07 55 12 
42 33
 78  2. Durchlauf
07 55 
12 33
 42 78
07 
55 12
 33 42 78

07 12
 55 33 42 78
07 
12 55
 33 42 78  3. Durchlauf
07 12 
55 33
 42 78
07 12 33 
55 42
 78
07 12 
33 42
 55 78  4. Durchlauf
07 
12 33
 42 55 78  // Algorithmus terminiert, da im 4. Durchlauf nicht mehr getauscht wurde (Abbruchbedingung)
07 12 33 42 55 78  // Fertig sortiert. Der 5. Durchlauf wird nicht mehr begonnen.
```